# أسطورة أغنية الموت
أسطورة أغنية الموت  هي العدد 74 من سلسلة ما وراء الطبيعة للكاتب المصري د. أحمد خالد توفيق.

## ملخص الرواية
ترتكز القصة بشكل رئيسي على القصة الخفية الكامنة خلف أوبرا كارل أورف باسم كارمينا بورانا. في الرواية أن مجموعة من السواح الأجانب في القاهرة يتلقون شريطا مسجل عليه أوبرا تشبه كارمينا بورانا لكنها تكون في الوقت ذاته بمثابة نداء خفي يرسل إلى هؤلاء الناس الذين يجتمعوا في طائرة متجهة إلى الولايات المتحدة الأمريكية ويكون من بينهم مصادفة رفعت إسماعيل الذاهب لحضور مؤتمر في أمراض الدم. يتضح في النهاية أن هذه الأوبرا ما هي إلا نداء لهؤلاء الناس للذهاب إلى حتفهم ويتضح أن من بينهم من هو «مندوب» له وفي البداية يكون موجوداً في العلبة الموجودة مع أحد الركاب والذي كان يطن ما بها نوعاً من أنواع المخدرات ثم ينتقل إلى الطيار الفرنسي المتطوع في نهاية القصة ويكون هدفه إسقاط الطائرة. ينجو الناس باعجوبة من مصيرهم الأسود ويعود الجميع سالمين.